# Stoney Middleton
Stoney Middleton est une paroisse civile et un village du Derbyshire, en Angleterre.